# 第里雅斯特級兩棲突擊艦
第里雅斯特級兩棲突擊艦（Trieste）是義大利海軍的新型兩棲突擊艦，類似於直升機船塢登陸艦並融合了輕型航空母艦功能的多用途軍艦。
第里雅斯特號可搭載EH101、NH90直升機以及F-35B戰鬥機；機庫下方有一個泛水塢艙可容納機械化登陸艇（新型 Cantieri Navali Vittoria LCM23）、LCAC-1級氣墊登陸艇，和新型的法國L-CAT雙體登陸艇等兩棲登陸艇，也可裝載公羊主戰坦克、半人馬裝甲車和三百名士官兵，母港位於塔蘭托。
第里雅斯特號（舷號：L9890）在拿波里斯塔比亞海堡的芬坎蒂尼造船廠建造，2017年1月12日開工，2019年5月25日下水，2024年12月7日正式服役，為義大利海軍在二戰後所建造噸位最大的水面作戰艦艇。

## 歷史
1996年11月，義大利海軍開始執行新航空母艦（NMU，即日後的加富爾號航空母艦）計畫，最初並未考慮納入兩棲作戰能力，因此當時曾考慮建造一艘12000噸的兩棲船塢登陸艦或兩棲突擊艦（LHD），1995年時，義大利海軍打算建造輕型航空母艦和用來取代聖喬治奧級船塢登陸艦的新型兩棲突擊艦/兩棲船塢登陸艦（LHD/LPD）。然而，冷戰結束後義大利海軍經費短缺，沒有足夠經費分別建造輕型航空母艦與兩棲突擊艦，因此義大利海軍有了將二者功能合而為一的構想，1990年代末，NMU演變為結合輕型航空母艦與兩棲突擊艦的艦艇，唯於2000年定案簽約時仍被定義成為完整的航空母艦並兼具部分兩棲運輸與醫療能力。因此，義大利海軍仍有建造兩棲突擊艦/兩棲船塢登陸艦的需求，但此需求則於日後建造汰換聖喬治級的新建時在予以滿足。
到了2002年，傳出義大利可能建造1艘萬噸級的兩棲艦艇，2006年初的義大利國防白皮書「投資安全-義大利軍事轉型」（英語：Investing In Security - Transforming the Italian Military）中則計劃建造汰換聖喬治奧級船塢登陸艦的新型兩棲艦，翌年則計劃建造三艘新兩棲艦，首艦預定2008年開工，2012年服役，後續以大約3年1艘的速率建成。全球金融風暴後估計在2012年開工，整個計畫約耗資15億歐元。依照2009年義大利海軍Tortora上將公布的「更新版義大利海軍2010-2020艦隊」計畫（The renewal of the Italian Navy Fleet in the 2010-2020 time-frame）中，兩棲突擊艦列為海軍首先執行項目之一優先籌獲。
2010年6月，義大利政府正式批准建造2艘2萬噸級兩棲突擊艦，艦體造價估計3億歐元，並可能增購三號艦，首艦可望在簽約後30個月交付。
在2015年7月1日，芬坎蒂尼集團獲得兩棲突擊艦的合約，其中旗下的芬坎蒂尼船廠亦負責設計建造艦體。
第里雅斯特號於2018年7月20日安放龍骨，2019年5月25日下水，2024年12月7日正式服役。

## 同型号两栖登陆舰比较
|              |            | 胡蜂級兩棲突擊艦       | 美利堅級兩棲突擊艦      | 075型两栖攻击舰       | 第里雅斯特級兩棲突擊艦   | 胡安·卡洛斯一世級                    | 西北風級兩棲突擊艦          |
| ------------ | ---------- | ---------------------- | ----------------------- | --------------------- | ------------------------ | ------------------------------------ | --------------------------- |
| 船体         | 満載排水量 | 41,150 吨              | 45,693 吨               | 36,000 吨             | 38,000 吨                | 27,082 吨                            | 21,500 吨                   |
| 船体         | 全長       | 257米                  | 257米                   | 232 米                | 245 米                   | 230.82 米                            | 210 米                      |
| 船体         | 全幅       | 36 米                  | 36 米                   | 36 米                 | 36 米                    | 32 米                                | 32 米                       |
| 动力         | 方式       | 蒸氣動力               | CODLOG                  | CODAD                 | CODOG＋电力推动          | IFEP                                 | 柴电动力                    |
| 动力         | 动力       | 70,000 hp              | 70,000 hp               | 64,000 hp             | 102,000 hp               | 29,500 hp                            | 19,040 shp                  |
| 动力         | 速力       | 22 节                  | 22 节                   | 23 节                 | 25 节                    | 19.5 节                              | 18.8 节                     |
| 武器         | 火炮       | 方陣近迫武器系統×3     | 方陣近迫武器系統×2      | H/PJ-11近迫武器系統×2 | Mk 75 76公釐艦炮×3       | 20mm M693 F2機炮×4                   | 30毫米機炮×2                |
| 武器         | 火炮       | 12.7毫米重機槍×7       | 12.7毫米重機槍×7        | H/PJ-11近迫武器系統×2 | 25毫米機炮×3             | 12.7mm重機槍×2                       | 12.7mm重機槍×4              |
| 武器         | 导弹       | RAM 21联装发射器×2     | ESSM 8联装发射器×2      | HHQ-10 18联装发射器×2 | VLS×16 （Aster 或 CAMM） | -                                    | SIMBAD 2联装发射器×2        |
| 武器         | 导弹       | RAM 21联装发射器×2     | RAM 21联装发射器×2      | HHQ-10 18联装发射器×2 | VLS×16 （Aster 或 CAMM） | -                                    | SIMBAD 2联装发射器×2        |
| 航空運用機能 | 飛行甲板   | 全通（兼容STOVL）      | 全通（兼容STOVL）       | 全通                  | 全通（滑跳起飛甲板）     | 全通（滑跳起飛甲板）                 | 全通                        |
| 航空運用機能 | 舰載機数   | F-35B×6                | F-35B×6                 | 直升機×30             | F-35B×4-8                | AV-8B×10 ※F-35B（未来计划）          | 直升机ー×16                 |
| 航空運用機能 | 舰載機数   | 直升機×24              | 直升機×24               | 直升機×30             | 直升機×6-9               | 直升機×12                            | 直升机ー×16                 |
| 登陆运送功能 | 登陆艇     | 70吨LCU×2 或LCAC-1級×3 | 無                      | LCAC×2或3             | 70吨LCU×4 或LCAC-1級×1   | LCM-1E型×4和複合艇×4〜6 或LCAC-1級×1 | LCM×8艇 LCU×2艇或LCAC-1級×2 |
| 登陆运送功能 | 登陸部隊   | 約1,900名              | 約1,900名               | 約1,600名             | 1,043名                  | 902名                                | 短期:900名 長期:400名       |
| 同型艦数     | 同型艦数   | 7艘服役 1艘退役        | 订购9艘 2艘服役 2艘建造 | 3艘服役 1艘下水舾裝中 | 1艘                      | 1艘（準同型3艘）                     | 3艘（準同型2艘）            |

### 同時代兩棲突擊艦
- 西班牙：胡安·卡洛斯一世級
- ：坎培拉級兩棲突擊艦
- 大韓民國：獨島級兩棲攻擊艦

## 備註
1. ↑  由於塢艙以及兵員艙室將排擠搭載航空機燃料、彈藥與後勤物資的空間，進而影響航空作戰能力，泛水塢艙也會影響推進系統佈局並降低航速。
2. ↑  2003年則傳出為兩萬噸左右的兩棲船塢登陸艦，並預計於2011年服役。
3. ↑  作戰裝備另計，然而實際上2014年度國防預算中才編列預算建造1艘兩棲突擊艦用以汰換加里波底號航空母艦，預算來源是穩定法案（Law of Stability）所提供用於造艦的54億歐元。

1. ↑  揚陸艦任務
2. ↑  本型號第8艘才改用CODLOG
3. ↑  本型號第一批次，即第3艘開始恢復塢艙結構後才具備兩艘LCAC或1艘LCU運作機能
4. ↑  澳洲皇家海軍的阿德萊德號兩棲突擊艦、坎培拉號兩棲突擊艦和土耳其海军的阿纳多卢号两栖攻击舰。
5. ↑  埃及海軍的賈邁勒·阿卜杜勒·納賽爾號兩棲突擊艦